# Krzesimów
Krzesimów – wieś w Polsce położona w województwie lubelskim, w powiecie świdnickim, w gminie Mełgiew.
| SIMC    | Nazwa             | Rodzaj    |
| ------- | ----------------- | --------- |
| 0385840 | Gajówka Krzesimów | część wsi |

W latach 1954–1959 wieś należała i była siedzibą władz gromady Krzesimów, po jej zniesieniu w gromadzie Mełgiew. W latach 1975–1998 miejscowość administracyjnie należała do ówczesnego województwa lubelskiego.
Na terenie wsi utworzono dwa sołectwa: Krzesimów I i Krzesimów II. Według Narodowego Spisu Powszechnego z roku 2011 wieś liczyła 555 mieszkańców.
Od 2003 roku w dawnej leśniczówce funkcjonuje Schronisko dla Bezdomnych Zwierząt w Krzesimowie prowadzone przez Świdnickie Stowarzyszenie Opieki nad Zwierzętami
Wierni Kościoła rzymskokatolickiego należą do parafii św. Wita w Mełgwi.

## Historia
Wieś szlachecka położona była w drugiej połowie XVI wieku w powiecie lubelskim województwa lubelskiego.
W 1944 roku Ministerstwo Bezpieczeństwa Publicznego utworzyło we wsi, w zabudowaniach podworskich, obóz pracy nr 120 dla byłych żołnierzy AK i podziemia niepodległościowego. Obóz oficjalnie został zamknięty w roku 1948, w rzeczywistości funkcjonował dłużej. W czasie istnienia obozu zmarło i zostało zamordowanych co najmniej kilkaset osób, jednak zapewne ofiary należy liczyć w tysiącach. Fakt istnienia obozu utrzymywano w tajemnicy przez wiele lat, dopiero odkrycie ludzkich szczątków podczas remontu drogi w 1996 roku sprawiło, że dowiedziała się o nim opinia publiczna i historycy.

## Zabytki
Według rejestru zabytków NID na listę zabytków wpisany jest zespół pałacowy, nr rej.: A/740 z 15.09.1977: pałac, oficyna i park. W pałacu znajduje się Dom Pomocy Społecznej.

## Urodzeni w Krzesimowie
- Henryk Walczak (ur. 1899), kapitan piechoty Wojska Polskiego, działacz niepodległościowy
- Julian Tworóg (1929–1989), dyplomata, ambasador w Tanzanii